# Каєтановиці
Каєтановиці (пол. Kajetanowice) — село в Польщі, у гміні Ґідле Радомщанського повіту Лодзинського воєводства.
Населення — 106 осіб (2011).
У 1975-1998 роках село належало до Ченстоховського воєводства.

## Демографія
Демографічна структура станом на 31 березня 2011 року:
|          | Загалом | Допрацездатний вік | Працездатний вік | Постпрацездатний вік |
| -------- | ------- | ------------------ | ---------------- | -------------------- |
| Чоловіки | 49      | 11                 | 31               | 7                    |
| Жінки    | 57      | 10                 | 32               | 15                   |
| Разом    | 106     | 21                 | 63               | 22                   |